# Ucea (Brașov)
Ucea è un comune della Romania di 2216 abitanti, ubicato nel distretto di Brașov, nella regione storica della Transilvania.
Il comune è formato dall'unione di 4 villaggi: Corbi, Feldioara, Ucea de Sus, Ucea de Jos.